# Мурбек
Мурбек (нід. Moerbeek) — селище в нідерландській провінції Північна Голландія. Входить до муніципалітету Голландс-Крон. Наразі у ньому нараховується близько 60 будинків.
Моербек знаходиться в центрі польдера Моербекерпольдер, розташованого на захід від села Лютювінкель і на північ від села Ньове-Нідорп. Польдер складається переважно з сільськогосподарських та садівничих угідь. Щороку на початку липня у Мурбеку є власний ярмарок (намет). Ярмарок проводиться в перші вихідні липня.